# Shangri-La Office Tower, Chengdu
La Shangri-La Office Tower est un gratte-ciel de 144 mètres de hauteur situé à Chengdu dans le centre de la Chine.
Construit de 2004 à 2007, il abrite des bureaux sur 30 étages, desservis par 12 ascenseurs.
Il fait partie du complexe Shangri-La Chengdu qui comprend également un hôtel qui fait 155 mètres de hauteur, le Shangri-La Hotel Chengdu
L'architecte est l'agence d'architecture de Hong Kong, Wong & Ouyang